# Bahnbetriebswerk Augsburg

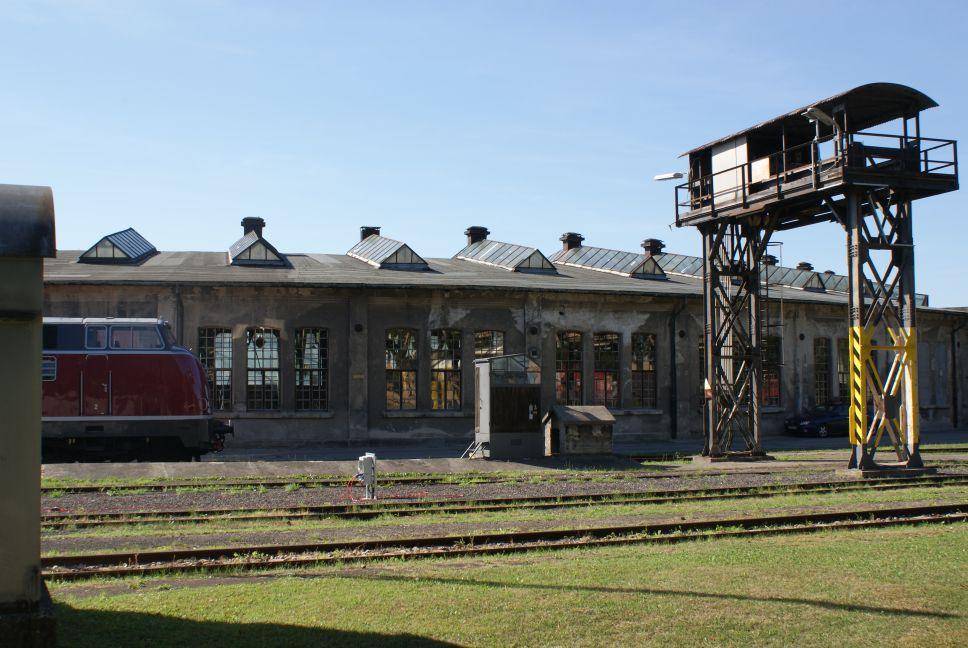
Blick auf den nördlichen Ringlokschuppen

Das Bahnbetriebswerk Augsburg (kurz Bw Augsburg) ist ein ehemaliges Bahnbetriebswerk in Augsburg.

## Geschichte

### Remise vor dem Roten Tor
Die erste Fernbahn im Königreich Bayern war die rund 61 Kilometer lange Eisenbahnstrecke von der Residenzstadt München in die alte Handelsstadt Augsburg. Diese Eisenbahn wurde von der München-Augsburger Eisenbahn-Gesellschaft gebaut und auch bis in das Jahr 1844 betrieben.
In München wurde auf dem Marsfeld aus Kostengründen ein relativ einfaches Bahnhofsgebäude aus Holz errichtet, welches am 4. April 1847 völlig niederbrannte.
In Augsburg hingegen errichtete man am Roten Tor ein weitaus repräsentativeres und langlebigeres Bahnhofsgebäude; die freistehende Wagen- und Abfahrtshalle wurde aus Ziegelsteinen gemauert und hatte eine Breite von ca. 30 Metern und eine Länge von ca. 60 Metern (teilweise ist auch die Angabe von bis zu 120 Metern zu finden). Dazu kamen noch Nebengebäude, in denen Wartesaal und Büros untergebracht waren.
Für die Versorgung und Wartung der Lokomotiven und Wagen wurde nur eine kleine Lokomotivremise errichtet. Diese diente auch als Kohlen- und Holzlager sowie als Werkstätte. Die kleine Werkstatt dürfe sowohl für kleinere Arbeiten zur Instandhaltung von Lokomotiven und Wagen als auch für die Einsatzüberprüfung vor der Abfahrt der Züge genügt haben. Die gleichen Anlagen hat es im Übrigen natürlich auch in München am dortigen Bahnhof gegeben. Sie diente auch dort als Magazin und Brennstoff- sowie Schmierstofflager.
Da der Eisenbahnbetrieb innerhalb weniger Jahre stark zunahm und der Bahnhof Augsburg an den Rosenauberg verlegt werden musste, um Anschluss an die Ludwig-Süd-Nord-Bahn zu erlangen, wurde bereits Ende der 1840er Jahre mit dem Bau einer großzügigeren Werkstätte beim neu eröffneten Hauptbahnhof begonnen. Die Wagen- und Abfahrtshalle vor dem Roten Tor hatte 1850 mit Fertigstellung der neuen Werkstätte ausgedient und wurde fortan anderweitig genutzt; das Gebäude an der heutigen Baumgartnerstraße diente später als Reithalle und seit dem Jahr 1920 als 4-ständiges Straßenbahndepot. 

### Werkstätte am Hauptbahnhof
Erst am 1846 in Betrieb genommenen Hauptbahnhof entstand eine Hauptreparaturwerkstätte nebst Centralmagazin mit Locomotiv-Anheizlocal, mehreren Remisen und Werkstattgebäuden. Die ersten Lokomotivbeschickungsanlagen der bayerischen Bahnen waren für die Versorgung mit Brennholz ausgelegt, weil der Import von Kohle aus England zu teuer kam und Holz unter den heimischen Brennstoffen zunächst am einfachsten beschafft werden konnte. Beim Bau der Augsburger Anlage wurde zunächst die Anlage auf Beschickung mit Torf ausgelegt. Kohle wurde erst verfeuert, nachdem durch Bau der Zufuhrstrecken in Pfalz, Baden und Württemberg Saarkohle in passender Qualität in ausreichenden Mengen zur Verfügung stand. 
1860 wurde die Funktionsbezeichnung in Bezirkswerkstätte und Centralmagazin geändert, 1867 wurde sie zur Hauptwerkstätte, 1873 zur Betriebswerkstätte. In Bayern waren vier Centralwerkstätten, in München, Nürnberg, Regensburg und Weiden in Betrieb, die später zu Ausbesserungswerken wurden. Die Bezeichnung Betriebswerk galt erst ab 1924. In der Betriebswerkstätte entwickelte sich eine Spezialfertigung zur Reparatur und Anfertigung von Rädern. Bereits damals bestanden Eisenbahnräder aus einem Radstern und einer Bandage, die in einem Längsglühofen erhitzt wurde und als Radreifen gebogen auf den Radstern aufgeschrumpft wurde (Erst nach Erfindung des nahtlosen Radreifens durch Alfred Krupp konnte diese Fertigung umgestellt werden). Diese Spezialität des Augsburger Betriebswerkes und später Ausbesserungswerkes hielt sich in Augsburg bis 1955.
1860 hatte die Augsburger Hauptreparaturwerkstätte 22 Lokomotiven zu warten, um 1900 waren ihr 90 Loks zugeordnet. Ab 1870 waren die Lokomotivbehandlungsanlagen, weil zu klein, um zwei Ringlokschuppen (genannt Rotunden) mit 54 Ständen erweitert worden. Eine Elektrische Centrale versorgte die Bahnhofsanlagen mit Strom.

### Betriebswerk im Hochfeld
Zwischen 1902 und 1906 erfolgte aus Platzgründen die Verlagerung vom Hauptbahnhof in das Hochfeld östlich der 1847 als Teil der Ludwig-Süd-Nord-Bahn eröffneten Bahnstrecke Augsburg–Lindau. Mit zwei Drehscheiben mit jeweils 31 ständigem Ringlokschuppen, einer vielgleisigen Wagenwerkstatt mit überdachter Schiebebühne und mehreren kleineren Werkstätten war es das flächenmäßig größte Bahnbetriebswerk in der ehemaligen Reichsbahndirektion Augsburg (die als spätere Bundesbahndirektion Augsburg am 1. Mai 1971 aufgelöst und in die Bundesbahndirektion München eingegliedert wurde). Zwei Verwaltungsgebäude, Übernachtungsgebäude, Lokomotivauswaschanlage, Petroleum- und Ölmagazin, Besandungsanlage, Entschlackungsanlage und auch Wohngebäude für Eisenbahner entstanden für einen Beheimatungsbestand von fast 100 Fahrzeugen im Jahr 1906. Stationiert waren hier fast alle bayrischen Bauarten. 1914 waren 123 Loks bayerischer Bauarten hier beheimatet. Nach dem Ersten Weltkrieg traten durch Ersatz von kriegsbedingten Verlusten neben bayrischen Schnellzuglokomotiven Maschinen preußischer und später Einheitsbauarten auch in Augsburg ihren Dienst an. 1935 hatte das Betriebswerk neben 94 Dampflokomotiven 32 Elektrolokomotiven und vier Oberleitungstriebwagen im Bestand.
Nach der Elektrifizierung der Bahnanlagen in und um Augsburg ab 1931 begann eine Aufschwungphase für das Betriebswerk. Neben Erweiterungen um Tiefbrunnen und Wasserturm waren Unterrichts- und Kantinengebäude entstanden, die Lokrichthalle für Elektrofahrzeuge erhielt eine Achssenke; aber auch die Dampflokbehandlungsanlagen wuchsen um Achssenke und Anbauten. 1930 waren etwa 100 Dampflokomotiven und 50 elektrische Triebfahrzeuge vorhanden. Aber auch Dieselfahrzeuge wurden in Form erster Kleinloks für den Rangierbetrieb hier unterhalten.
Bis zu 190 Fahrzeuge (1965) waren dort gleichzeitig beheimatet, seit 1931 auch E- und seit 1936 Dieselloks. Im Betriebswerk waren bis zu 1100 Mitarbeiter (1975) beschäftigte.
Die E-Loks waren im elektrifizierten Schuppen I untergebracht, Diesel- und Dampfloks in Schuppen II, der allerdings durch Bombenschäden im Zweiten Weltkrieg nur noch die halbe Größe hatte. Dennoch waren die Kriegsschäden im Vergleich zum Hauptbahnhof sehr gering.

### Auflösung und Nachnutzung
Nach dem Wegfall der Unterhaltung von Dampfloks (1971) und Altbauelloks verlor das Betriebswerk zunehmend an Bedeutung und wurde Ende 1998 aufgelöst. Im Gelände befindet sich eine Dieseltankstelle der DB Energie. Ein städtebaulicher Wettbewerb im Jahr 2002 sollte Möglichkeiten für die Umnutzung des rund 23 ha großen Areals aufzeigen. Zurzeit gibt es folgende Nutzer: Bayerische Regiobahn, DB Regio, Stauden-Verkehrs-Gesellschaft, Bahnpark Augsburg mit historischen Schienenfahrzeugen sowie den Schrottverwerter Lau.